# Doctrina Brézhnev

Bloque del Este

La Doctrina Brézhnev o doctrina de soberanía limitada  fue una doctrina política soviética, introducida por Leonid Brézhnev -secretario general del PCUS- como guía para la política exterior de la URSS, conforme a un artículo publicado en el diario soviético Pravda en noviembre de 1968.

## Formulación
La "doctrina Brézhnev" recogía un planteamiento del líder soviético Leonid Brézhnev expresado en un artículo de Pravda dos meses después de la Primavera de Praga, en cuyo texto se establecía lo siguiente:

Cuando hay fuerzas que son hostiles al socialismo y tratan de cambiar el desarrollo de algún país socialista hacia el capitalismo, se convierten no sólo en un problema del país concerniente, sino un problema común que concierne a todos los países comunistas.

Esto significaba efectivamente que si un país trataba de "pasar del socialismo al capitalismo" se generaba un problema político que no solo era competencia del Estado comunista así afectado sino que debía entenderse que todos los demás países bajo un régimen comunista debían considerarse afectados por esta situación. De hecho esta doctrina justificaba la invasión de Checoslovaquia por el Pacto de Varsovia en dicho país donde aparecieran las "fuerzas hostiles al socialismo". El hecho que la "doctrina" fuera formulada en un artículo de Pravda y no en una cumbre internacional fue considerado como una señal de que la URSS se atribuía el derecho a fijar los límites y alcances de la nueva doctrina.
Asimismo podía entenderse de las palabras de Brézhnev que a ningún país integrante del Pacto de Varsovia le estaba permitido salir de él, ni le era posible suprimir el monopolio del poder de cada partido comunista local, dejando de lado su soberanía nacional. Así, la doctrina fue usada para justificar retrospectivamente la intervención del Pacto de Varsovia en la Sublevación de 1953 en Alemania Oriental, la Revolución de Hungría de 1956 y la invasión de Checoslovaquia por el Pacto de Varsovia de 1968 para acabar con la Primavera de Praga. 
La frase de Brézhnev determinaba también en forma implícita que solo la URSS podía definir lo que era una "fuerza hostil al socialismo" o determinar en qué momento un país "pasaría del socialismo al capitalismo" y de este modo justificar una intervención militar. La Doctrina Brézhnev fue reemplazada por la Doctrina Sinatra en 1989.

## Historia

### Orígenes
Los orígenes de la doctrina de la soberanía limitada se pueden encontrar en la guerra civil rusa. En este contexto, el Soviet de Comisarios del Pueblo emitió en 1918 una proclamación titulada ¡La patria socialista está en peligro!, en la que -entre otros principios- enumera dos:
1.º Todas las fuerzas y todos los recursos del país se ponen, por completo, al servicio de la defensa revolucionaria.
2.º A todos los Soviets y organizaciones revolucionarias se les impone la obligación de defender cada posición hasta la última gota de sangre.
La doctrina de soberanía limitada fue usada ampliamente durante la guerra fría. Además de las invasiones de Hungría y Checoslovaquia, ya citadas, la Unión Soviética, en uso presunto de esta doctrina, también intervino en Polonia en 1982.

### En la actualidad
Algunos analistas consideran que la doctrina de la soberanía limitada sigue en vigor. De hecho, se considera que la invasión militar de Rusia en Ucrania en 2022 es una aplicación de esta doctrina.